# Germay
Germay é uma comuna francesa na região administrativa de Grande Leste, no departamento de Haute-Marne. Estende-se por uma área de 11,96 km². Em 2010 a comuna tinha 47 habitantes (densidade: 3,9 hab./km²).